# Jess Oppenheimer
Pour les articles homonymes, voir Oppenheimer.
Jess Oppenheimer, né à San Francisco le 11 novembre 1913 et mort à Los Angeles le 27 décembre 1988, est un scénariste de radio et de télévision, producteur et réalisateur américain.
Il est connu pour être le producteur et scénariste en chef de la sitcom de CBS I Love Lucy.

## Filmographie partielle

### Comme réalisateur
- 1960 : Angel (série télévisée, 1 épisode)
- 1965-1966 : Bob Hope Presents the Chrysler Theatre (série télévisée, 2 épisodes)
- 1967 : Max la Menace (Get Smart) (série télévisée, 1 épisode)

### Comme scénariste

#### à la télévision
- 1953 : I Love Lucy

#### À la télévision
- 1951 : I Love Lucy (série télévisée)
- 1958 : The United States Steel Hour (en) (série télévisée)
- 1960 : Angel (série télévisée)
- 1963 : Vacation Playhouse (série télévisée)
- 1963 : The Big Brain (TV)
- 1963 : Glynis (série télévisée)
- 1965 : Bob Hope Presents the Chrysler Theatre (série télévisée)
- 1967 : Max la Menace (Get Smart) (série télévisée)
- 1969 : The Debbie Reynolds Show (série télévisée)
- 1973 : All in the Family (série télévisée)
- 1976 : NBC: The First Fifty Years - A Closer Look (TV)
- 1990 : I Love Lucy: The Very First Show (TV)
- 2001 : Kocham Klare (feuilleton TV)
- 2015 : I Love Ryan? (série télévisée)

## Dans la culture populaire
Il est incarné par Tony Hale dans le film Being the Ricardos (2021).